# Desmoscolex aquaedulcis
Desmoscolex aquaedulcis är en rundmaskart som beskrevs av Hans-Jürgen Stammer 1935. Desmoscolex aquaedulcis ingår i släktet Desmoscolex och familjen Desmoscolecidae. Inga underarter finns listade i Catalogue of Life.